# John Wade
John Wade (* 1788 in London; † 29. September 1875) war ein englischer Journalist, Ökonom und Historiker.

## Leben
Er fing an als Woll-Sortierer zu arbeiten. Er las viel und besuchte regelmäßig die Buchhandlung von Francis Place in der Londoner Charing Cross Road. Dort lieh er sich Bücher von Thomas Paine und Joseph Priestley aus und lernte Sozialreformer wie Francis Burdett und Jeremy Bentham kennen. Der letztere beeindruckte Wade besonders und wurde von ihm als „Apostel der Vernunft“ („apostle of reason“) bezeichnet.
Wade konnte 1818 mit einer ebenfalls durch Place vermittelten Unterstützung durch Bentham und Henry Bickersteth die radikale Zeitung The Gorgon gründen, die sich vor allem mit der Gewerkschaftsbewegung befasste. Gorgon unterstützte den langen Streik der Baumwollspinner 1818 in Manchester und kritisierte den Combinations Act, ein Gesetz der Regierung von William Pitt aus dem Jahre 1800, welches sich richtete gegen die Koalitionsfreiheit von Arbeitern zur Durchsetzung von Arbeitszeit- und Lohnforderungen gegenüber ihren Arbeitgebern. Ebenfalls unterstützte das Blatt 1819 die gewerkschaftliche Organisation der Londoner Dockarbeiter. Wade setzte sich zudem für eine Parlamentsreform ein.
Ab 1819 beendete Wade seine Herausgebertätigkeit und publizierte im gleichen Jahr das Schwarzbuch: Korruption enttarnt (Black Book: Corruption Unmasked). Es enthüllt Details über die Einnahmen von Adel und Klerus, die Zivilliste, Polizei und Gerichte und die Beziehungen zwischen Regierung und Unternehmen, etwa der East India Company. Das Buch wurde ein Verkaufserfolg und mit einer Auflage von 50 000 Stück. In einem Ergänzungsband (Supplement) stellt Wade auch ein eigenes Reformprogramm vor, welches das allgemeine Wahlrecht, eine freie, nichtkonfessionelle Bildung sowie Reformen von Straf- und Steuerrecht beinhaltete.
1828 wurde Wade Redakteur des Spectator und veröffentlichte eine Reihe weiterer Bücher. Seine 1833 erschienene Geschichte der Mittel- und Arbeiterklasse (History of the Middle and Working Classes) wurde auch von Karl Marx rezipiert.
Ab 1830 vertrat Wade zunehmend konservativere Ansichten. Er griff Henry Orator Hunt, William Cobbett und John Cartwright verbal mit Schmähworten an. Wade nahm an, dass politische Reformen nur durch eine Änderung der öffentlichen Meinung zu erreichen seien. Zwar hielt er das allgemeine Wahlrecht für gut und gerecht, lehnte aber die Forderung nach entsprechenden Gesetzesänderungen aufgrund fehlender öffentlicher Unterstützung ab. Er war Gegner der Chartisten und forderte die Arbeiter auf, stattdessen gemeinsam mit der Mittelklasse gegen die korrupte Aristokratie vorzugehen.
Ab 1862 erhielt er auf Veranlassung von Lord Palmerston eine wöchentliche Pension.

## Schriften
- The Black Book: Corruption Unmasked. 1819.
- Supplement zum Black Book. 1823.
- An Account of Public Charities in England and Wales. 1828.
- Police and Crimes of the Metropolis. 1829.
- History of the Middle and Working Classes. 1833. (3. Aufl. London 1835; auszugsweise Manchester 1845.)
- British History, Chronologically Arranged. 1839. (5. Aufl. 1847)